# Marionina oligosetosa
Marionina oligosetosa är en ringmaskart som beskrevs av Kossmagk-Stephan 1983. Marionina oligosetosa ingår i släktet Marionina och familjen småringmaskar. Arten har ej påträffats i Sverige. Inga underarter finns listade i Catalogue of Life.